# Фусими-но-мия Хироёси
Принц Хироёси из линии Фусими (яп. 伏見宮博義王 Фусими-но-Мия Хироёси-о, 8 декабря 1897, Токио — 19 октября 1938, Токио) — японский аристократ и морской офицер, участник Второй японо-китайской войны.

## Ранняя жизнь
Родился в Токио. Старший сын и наследник маршала флота принца Фусими Хироясу (1875—1946), 23-го главы дома Фусими-но-мия (1923—1946), и его супруги, Токугава Цунэко (1882—1939).
В 1920 году окончил 45-й класс Военной академии Императорского флота Японии, заняв первое место среди 89 курсантов класса. Его одноклассником был Косаку Аруга, последний капитан линкора «Ямато».

## Военная карьера
Принц Фусими служил в чине мичмана на крейсере «Ивате», затем в качестве младшего лейтенанта на линкорах Фусо и Кавати. После сдачи курсовой работы по военно-морской артиллерии и торпедной войне принц служил матросом на крейсерах Конго, Кирисима и Хиэй. После прохождения курса повышения квалификации в торпедной войне он был служил старшим торпедным офицером на эсминцах Симакадзэ и Нумакадзэ, крейсерах Идзумо и Нака. 10 декабря 1928 года он получил под своё командование эсминец Каба. Впоследствии он служил капитаном на эсминцах Ёмоги, Камикадзе и Амагири.
В 1933 году принц Фусими был назначен коммандером и старпомом на крейсере Нака, затем на минном заградителе Ицукусима. В 1936 году Хироёси стал командиром 3-й истребительной группы, которая участвовала в бою под Шанхаем с гоминьдановцами в начале Второй японо-китайской войны. 25 сентября 1937 года он был легко ранен в руку на реке Хуанпу. После выздоровления принц служил в качестве командира 6-й истребительной группы, назначенной для патрулирования реки Янцзы. В апреле 1938 года Фусими Хироёси был переведён обратно в Японию, где стал инструктором в Высшей военной академии Императорского флота.
19 октября 1938 года принц Фусими Хироёси, страдавший от хронической астмы, скончался от инфаркта миокарда. Он считал, что причиной его смерти было неподходящее лекарство, которые ему давал его лечащий врач. Посмертно ему было присвоено звание капитана.

## Брак и семья

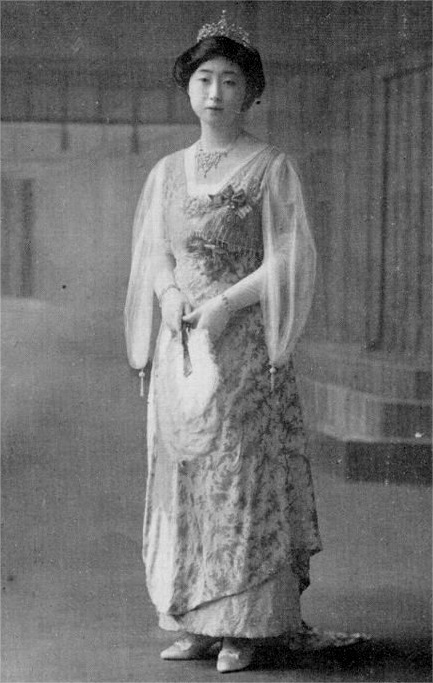
Принцесса Фусими Токико

23 декабря 1919 года принц Фусими женился на Токико Итидзё (20 июня 1902 — 3 апреля 1971), третьей дочери князя Санетеру Итидзё (1866—1924), от брака с которой у него было четверо детей:
- Принцесса Фусими Мицуко (光子女王, род. 28 июля 1929)
- Принц Фусими Хироаки (伏見宮博明王, род. 26 января 1932), последний (24-й) глава дома Фусими-но-мия (1946—1947)
- Принцесса Фусими Ёсико (令子女王, 14 февраля 1933 — 25 октября 1937)
- Принцесса Фусими Аяко (章子女王, род. 11 февраля 1934)